# (3934) Tove
(3934) Tove est un astéroïde de la ceinture principale.

## Description
(3934) Tove est un astéroïde de la ceinture principale. Il fut découvert le 23 février 1987 à Brorfelde par Karl A. Augustesen, Hans Jørn Fogh Olsen et Poul Jensen. Il présente une orbite caractérisée par un demi-grand axe de 2,59 UA, une excentricité de 0,14 et une inclinaison de 13,1° par rapport à l'écliptique.

## Compléments